# Eleição presidencial na Polônia em 2015
A eleição presidencial polaca de 2015 teve seu primeiro turno sido realizado em 10 de maio. Como nenhum candidato obteve a maioria dos votos no primeiro turno, um segundo turno foi realizado em 24 de maio. Andrzej Duda, candidato filiado ao partido oposicionista Lei e Justiça (PiS), desbancou o então presidente em exercício Bronislaw Komorowski, agora candidato independente, porém ainda apoiado pelo partido governista Plataforma Cívica (PO), após obter uma vitória apertada nas urnas, conquistando 51.55% dos votos válidos.

## Sistema eleitoral
O presidente da Polônia é eleito de forma direta em um sistema de dois turnos. Como Chefe de Estado, é o comandante-em-chefe das Forças Armadas, representa o país internamente e externamente, ratifica acordos internacionais, nomeia os membros do governo e promulga as leis. O presidente goza do direito de vetar uma lei aprovada pelo Parlamento, que só pode derrubar o veto com o apoio de três quintos dos membros do Sejm (Câmara Baixa). Também lhe cabe dissolver o Parlamento em certas ocasiões.
O mandato presidencial é de cinco anos, facultada uma reeleição consecutiva. De acordo com as disposições da Constituição, o presidente deve ser eleito pela maioria absoluta dos votos válidos. Se nenhum candidato conseguir ultrapassar esse limiar no primeiro turno, realiza-se um segundo turno com os dois candidatos mais votados.

## Resultados eleitorais
| Candidato              | Partido político                | Primeiro turno | Primeiro turno | Segundo turno | Segundo turno |
| Candidato              | Partido político                | Votos          | %              | Votos         | %             |
| ---------------------- | ------------------------------- | -------------- | -------------- | ------------- | ------------- |
| Andrzej Duda           | Lei e Justiça (PiS)             | 5 179 092      | 34.76          | 8 630 627     | 51.55         |
| Bronislaw Komorowski   | Independente                    | 5 031 060      | 33.77          | 8 112 311     | 48.45         |
| Paweł Kukiz            | Independente                    | 3 099 079      | 20.80          |               |               |
| Janusz Korwin-Mikke    | Nova Esperança                  | 486 084        | 3.26           |               |               |
| Magdalena Ogórek       | Aliança da Esquerda Democrática | 353 883        | 2.38           |               |               |
| Adam Jarubas           | Partido Popular da Polónia      | 238 761        | 1.60           |               |               |
| Janusz Palikot         | Seu Movimento                   | 211 242        | 1.42           |               |               |
| Grzegorz Braun         | Independente                    | 124 132        | 0.83           |               |               |
| Marian Kowalski        | Movimento Nacional              | 77 630         | 0.52           |               |               |
| Jacek Wilk             | Congresso da Nova Direita       | 68 186         | 0.46           |               |               |
| Paweł Tanajno          | Democracia Direta               | 29 785         | 0.20           |               |               |
| Total de votos válidos | Total de votos válidos          | 19 425 459     | 100            | 20 458 911    | 100           |
| Participação eleitoral | Participação eleitoral          | 30 204 792     | 64.51          | 30 268 460    | 68.18         |